# عبد الحميد إيراثني
عبد الحميد إيراثني ((بالأمازيغية: ⴰⴱⴷⴻⵍⵀⴰⵎⵉⴷ ⵉⵔⴰⵜⵏⵉ)، (بالإنجليزية: Abdelhamid Iratni)‏) هو باحث هندسة كهربائية جزائري ينحدر من مدينة الأربعاء نايث إيراثن بولاية تيزي وزو، وهو من مواليد سنة 1975م.

## نبذة
عبد الحميد إيراثني هو من مواليد عرش آيث إيراثن في منطقة القبائل في الجزائر حيث تابع دراسته الأساسية في ولاية تيزي وزو قبل أن ينضم إلى جامعة تيزي وزو في عام 1994 في الشعبة التكنولوجية.
بعد الانتهاء من المناهج الدراسية الأساسية التكنولوجية في عام 1996، اختار التخصص في الهندسة الكهربائية، مع نظرية التحكم كخيار.

## الدراسة
يشغل «عبد الحميد إيراثني» منصب أستاذ باحث مشارك في جامعة فرحات عباس ضمن «معهد الهندسة الكهربائية» منذ شهر أكتوبر 2006م.
وأثناء ذلك التحق في شهر جانفي 2009م بجامعة ستراثكلايد لمواصلة دراسة الدكتوراه في «معهد الهندسة الكهربائية والإلكترونية» إلى غاية شهر أفريل 2011م.
ثم التحق بجامعة قلمرية في شهر ديسمبر 2015م لمواصلة دراسته فيما بعد الدكتوراه في «معهد الأنظمة وروبوتية» إلى غاية شهر جوان 2016م ضمن نشاطه في البحث العلمي.

## مجالات التكوين
نال «عبد الحميد إيراثني» تكوينا متنوعا في مجالات الهندسة الكهربائية، فروع الهندسة، هندسة التحكم، الرياضيات الحسابية، الرياضيات التطبيقية، الهندسة الرياضية، تكنولوجيا المعلومات والاتصالات، هندسة الأنظمة الحيوية.

## مجالات البحث
تتعدد الاهتمامات العلمية لدى «عبد الحميد إيراثني» لتشمل المرشحات الكهربائية، التقدير، مياه الصرف، مرشحات كالمان، التحكم اللاخطي، المرشحات اللاخطية، هندسة العمليات الحيوية، الأتمتة، التحكم الرقمي باستخدام الحاسوب، الأنظمة اللاخطية، التقدير الأمثل، نظرية التحكم، نظرية التقدير، النمذجة العلمية، المحاكاة، ماتلاب وسيميولينك، بالإضافة إلى الكهروميكانيكا ومجالات أخرى.

## المهارات
يتمتع «عبد الحميد إيراثني» بعدة مهارات من بينها تعدد اللغات حيث يتقن أربع لغات هي الأمازيغية، والعربية، والإنجليزية، والفرنسية.

## المنشورات في المجلات
1. On-line robust nonlinear state estimators for nonlinear bioprocess systems, Abdelhamid Iratni, Reza Katebi, Mohammed Mostefai, Communications in Nonlinear Science and Numerical Simulation 17 (4), 1739-1752, 2012.[3]
2. Non-linear state dependent differential Riccati states filter for wastewater treatment process, Abdelhamid Iratni, Reza Katebi, Mohammed Mostefai, Studies in Informatics and Control 20 (3), 247-254, 2011.[4]
3. On estimation of unknown state variables in wastewater systems, Abdelhamid Iratni, Reza Katebi, R. Vilanova, Mohammed Mostefai, Emerging Technologies & Factory Automation, 2009, ETFA 2009.[5]
4. Nonlinear sensitive control of centrifugal compressor, Abdelhamid Iratni, F. Laaouad, M. Bouguerra, A. Hafaifa, 2007.[6]
5. Sensorless Nonlinear Control of Fed-Batch Escherichia coli Cultivation Bioprocess Using the State-Dependent Approach, Abdelhamid Iratni, Rui Araújo, Saeid Rastegar, Mohammed Mostefai, CONTROLO 2016, 299-310, Springer International Publishing, 2017.[7]
6. A New Robust Control Scheme for LTV Systems Using Output Integral Discrete Synergetic Control Theory, Abdelhamid Iratni, Saeid Rastegar, Rui Araújo, Alireza Emami, CONTROLO 2016, 117-127, Springer International Publishing, 2017.[8]
7. CONTROLO 2016: Proceedings of the 12th Portuguese Conference on Automatic Control, Abdelhamid Iratni, Paulo Garrido, Filomena Soares, António Paulo Moreira, CONTROLO 2016, Volume 402, Springer International Publishing, 2017.[9]
8. Non-linear State Dependent Differential Riccati States Filter for Wastewater Treatment Process Volume 20 - Issue 3 - 2011, Abdelhamid Iratni, Reza Katebi, Mohammed Mostefai, Studies in Informatics and Control -ICI Bucharest, 2011.[10]
9. Model-based nonlinear filtering for Activated Sludge Process, Abdelhamid Iratni, R. Katebi, R. Vilanova, M. Mostefai, Control & Automation (MED), 2010 18th Mediterranean Conference on, 1597-1602, 2010.[11]
10. Diagnostic et surveillance des processus industriels complexes par FDI floue (fuzzy fault detection and isolation): application à un système de compression, Abdelhamid Iratni, Ahmed Hafaifa, 2010.[12]
11. Commande et analyse des interactions des systèmes multivariables par bond-graphs, Abdelhamid Iratni, 2003.[13]
12. SIC SIC, Abdelhamid Iratni, Reza Katebi, Mohammed Mostefai.[14]

## مواضيع ذات صلة
- قائمة أعلام الجزائريين
- بلقاسم إيراثني
- رابح إيراثني
- آيث إيراثن
- منطقة القبائل
- ولاية تيزي وزو
- الأربعاء نايث إيراثن